# Diane Matheson
Diane Matheson, född 27 september 1936, är en friidrottare från Kanada. Hon deltog vid olympiska sommarspelen 1956.